# Soferowie

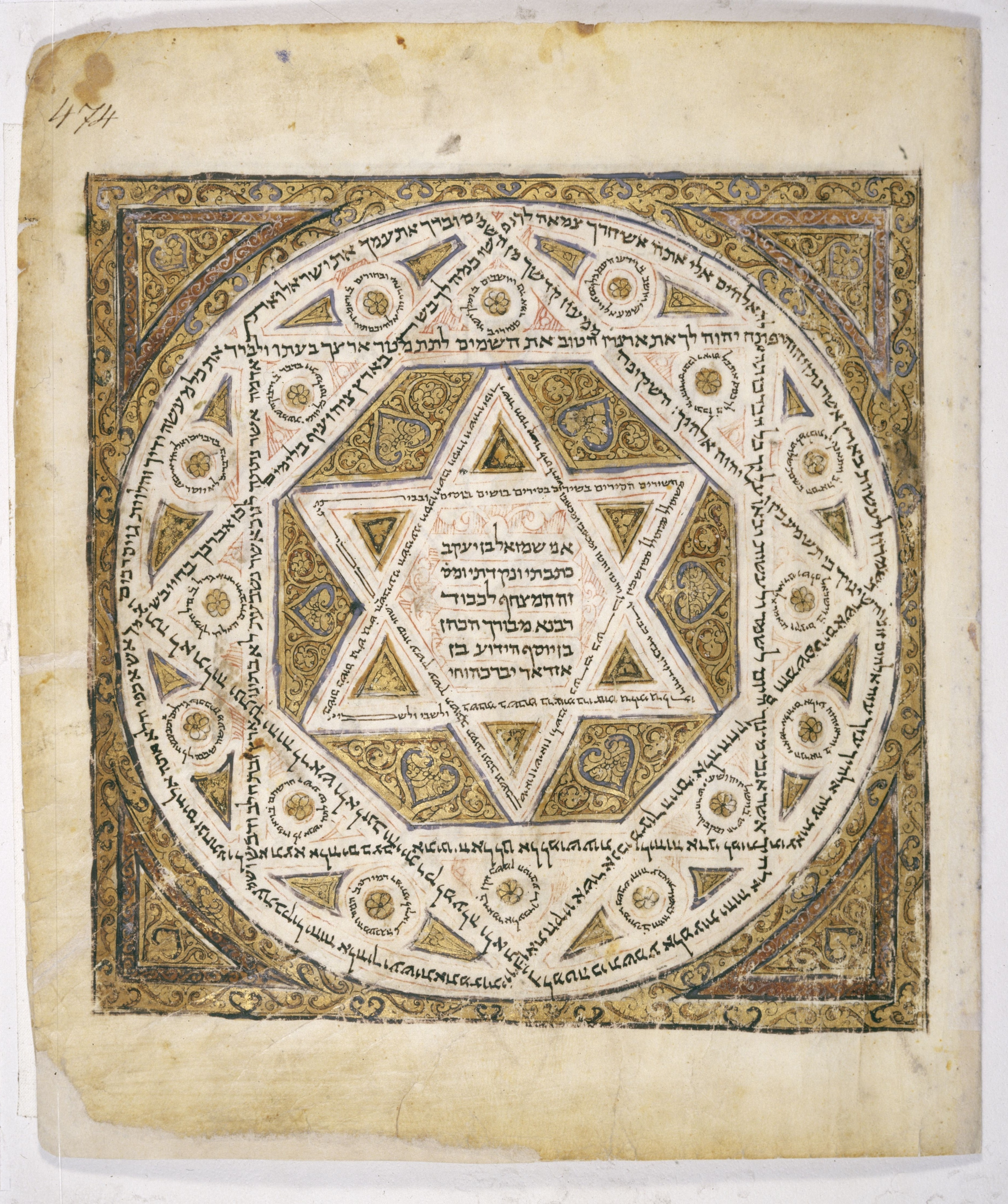
Strona tytułowa Kodeksu Leningradzkiego (ok. 1008-09 n.e.).

Soferowie, soferim (z hebr. ‏sofer‎ – skryba, kopista; dosł. ten, który liczy) – ogólnie zawodowi żydowscy kopiści tekstu Biblii hebrajskiej.
Szczegółowo termin ten odnosi się historycznie przede wszystkim do 2 różnych okresów działalności kopistów (a przy tym różnych prac nad tekstem, które zostały dokonane).

## Okres „biblijny” (pomiędzy VI wiekiem p.n.e. a I wiekiem n.e.)
Początki działalności soferów sięgają jeszcze czasów niewoli babilońskiej (przed 539 r. p.n.e.) lub krótko po niej. Za pierwszego przepisywacza uważa się kapłana jerozolimskiego Ezdrasza (VI/V w. p.n.e.). Praca soferów miała związek z powstawaniem synagog służącym żydom w Izraelu i diasporze do czytania Biblii, do czego potrzebne były im jej kopie. Soferowie z jednej strony znani byli ze skrupulatności w przepisywaniu, z drugiej starali się poprawiać błędy i niejasności, które powstawały w międzyczasie w różnych kopiach tekstu świętego. Ich praca rewizyjna polegała przynajmniej na 3 zajęciach w odniesieniu do tekstu:
- przejście z pisma paleohebrajskiego na pismo kwadratowe (musiało się dokonać w tym czasie)
- poprawienie ortografii oraz archaicznych form w tekście
- drobne poprawki (np. teologiczne)

Dzięki wytrwałej pracy soferów do dziś zachował się tekst hebrajski Starego Testamentu. Początkowo zajmowali się oni tylko kopiowaniem Pism, lecz w czasach hellenistycznych z ich środowiska wyłoniła się klasa „uczonych w Piśmie”, o której wspomina Nowy Testament.

## Okres „rabiniczny”
Zgodnie ze współczesnymi badaniami krytyki tekstualnej Starego Testamentu na podstawie różnych dostępnych tekstów Biblii hebrajskiej w I wieku n.e. wewnątrz judaizmu powstał silny ruch, mający na celu wybranie, skodyfikowanie i przekazanie dalej jednego, autorytatywnego tekstu świętych ksiąg. Z czasem tannaici i amoraici opracowali zasady kopiowania świętych ksiąg tak, by uniknąć błędów czy wypaczeń przy ich przepisywaniu. Pomiędzy I a VI wiekiem n.e. pracowano nad tekstem spółgłoskowym Biblii hebrajskiej.

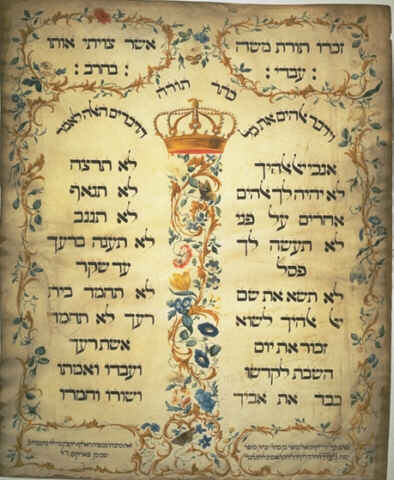
Pięknie zdobiony tekst Dziesięciu przykazań (XVIII wiek).

Praca soferów polegała na bardzo skrupulatnej i szczegółowej trosce o autentyczność tekstu manuskryptów. W tym celu kopiści liczyli poszczególne litery, słowa i wersety. Od nich pochodzą takie oznaczenia jak np. w Księdze Kapłańskiej 8,8 – środkowy werset całej Tory. Ich praca miała także zapewnić odpowiednią i „ortodoksyjną” lekturę tekstu. Świętość tekstu nie pozwalała na jakiekolwiek poprawki w tekście spółgłoskowym, dlatego opracowany cały system różnych oznaczeń w tekście. Najważniejsze z nich to:
- puncta extraordinaria – 15 miejsc oznaczonych punktami nad literami, oznaczają wątpliwość co do formy albo doktryny
- nun inversum – 9 miejsc z odwróconym nun; chodzi o wątpliwość co do umiejscowienia danego wersetu
- sebir – około 350 miejsc w których forma jest inna od spodziewanej i powinna być poprawiona
- qere–ketib – oznacza: „czyta się” – „pisze się”; bardzo częsty znak w masora parva; oznacza poprawkę tekstu spółgłoskowego, najczęściej z powodu błędu kopisty
- „brak innego” – z aramejskiego, oznacza miejsce szczególne, które się nie powtarza więcej razy w Biblii: słowo, jego forma, albo więcej słów razem
- tikunej soferim – 18 miejsc, w którym poprawiono tekst z powodów doktrynalnych[7]
- 134 miejsca, w których tetragram został zamieniony na tytuł Adonaj oraz 7 miejsc, w których tetragram zamieniono na tytuł Elohim[8]

Talmud Babiloński zawiera traktat Soferim opisujący szczegółowe przepisy, które muszą być zachowane przy przepisywaniu świętych tekstów.
Ostatecznie doprowadzili do wykrystalizowania się wersji tekstu nad którą pracę kontynuowali we wczesnym średniowieczu masoreci, aż do opracowania tekstu masoreckiego.

## Pisarz, notariusz, artysta

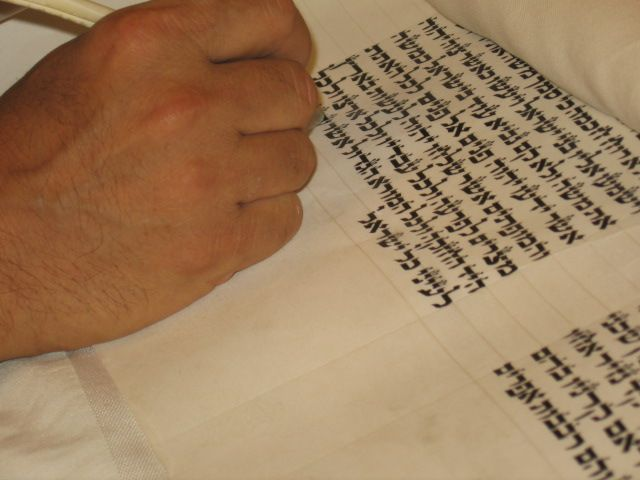
Współczesny kopista przy pracy.

W szerszym znaczeniu, od okresu królewskiego, przez pierwsze wieki n.e. aż do czasów współczesnych, wykształciło się także zajęcie sofera, zatrudnionego przez konkretną gminę żydowską, do sporządzania oficjalnych dokumentów (jak np. ślub, rozwód, itd.).
Praca sofera, zarówno kopisty świętych tekstów, jak i zwykłego notariusza, była także w pewnej mierze zajęciem artystycznym – polegała na przygotowywaniu nie tylko poprawnych, ale także pięknych, zdobionych pism i manuskryptów.